# Jimmy Conzelman
James Gleason Dunn, (Jimmy Conzelman) (6 de marzo de 1898 — 5 de agosto de 1970) fue un exjugador y entrenador en jefe profesional de fútbol americano en la National Football League. Fue entrenador entre varios equipos de los Chicago Cardinals.
Un halfback egresado de Washington - St. Louis, comenzó su carrera post-universitaria como miembro del equipo de la Naval de Los Grandes Lagos que ganó la edición de 1919 del Rose Bowl. Uno de sus compañeros de equipo en Los Grandes Lagos fue George Halas, quien lo reclutó para su equipo de 1920 de los Decatur Staleys en la recientemente formada American Professional Football Association, la cual después cambió su nombre a la NFL.
Después de sólo una temporada con los Staleys, Conzelman se fue a jugar con los Rock Island Independents, donde comenzó su carrera como jugador/entrenador. Permaneció con los Independents por solo siete juegos de la temporada de 1922, antes de cambiarse a los Milwaukee Badgers por lo que quedaba de esa temporada y la de 1923. Se le ofreció una franquicia de la NFL para Detroit en 1925 por una inversión de $100 dólares, convirtiendo a Conzelman en un dueño de la NFL. A pesar de que los Detroit Panthers tuvieron resultados decentes en el campo de juego (8-2-2 en 1925 y 4-6-2 en 1926), su equipo recibió poco apoyo de la gente de Detroit.
Eventualmente regresó su franquicia a la liga y en 1927 se unió a los Providence Steam Roller también como jugador/entrenador. Conzelman sufrió una lesión en la rodilla jugando como quarterback en 1928, pero como entrenador, llevó al equipo a una marca de 8-1-2 y el consiguiente campeonato de la NFL. Conzelman dejó a Providence en 1930 para poner sus manos en otras empresas fuera del fútbol americano. Pero, en 1940, volvió de nuevo a la NFL con los Chicago Cardinals. Ayudó al equipo a permanecer fuerte durante los desafiantes años de la Segunda Guerra Mundial, antes de irse a trabajar en las Grandes Ligas de Béisbol. En 1946, Conzelman regresó a los Cardinals. Al año siguiente, sus Cards ganaron el título de la NFL y en 1948 ganaron su segundo título de la división consecutivo. Como dato anecdótico, ese campeonato de la NFL conseguido por Conzelman en 1947 es el más reciente en la historia de los Arizona Cardinals.
Fue elegido al recinto de los inmortales en Canton en 1964.

## Fuente
| Predecesor: Phil Handler  | Entrenadores en jefe de los Chicago Cardinals 1946-1948       | Sucesor: Curly Lambeau |
| Predecesor: Budge Garrett | Entrenadores en jefe de los Mikwaukee Badgers 1922-1924       | Sucesor: Hal Erickson  |
| Predecesor: Ninguno       | Entrenadores en jefe de los Detroit Panthers 1925-1926        | Sucesor: Ninguno       |
| Predecesor: Jim Laird     | Entrenadores en jefe de los Providence Steam Roller 1927-1929 | Sucesor: Ed Robinson   |
| Predecesor: Ernie Nevers  | Entrenadores en jefe de los Chicago Cardinals 1940-1942       | Sucesor: Phil Handler  |

}}
- Datos: Q1400321
- Multimedia: Jimmy Conzelman / Q1400321